# Wzgórze Gajowe (Wzgórza Warszewskie)
Wzgórze Gajowe (niem. Am Hain) – kopulaste wzgórze w Szczecinie-Gocławiu między ul. Narciarską i Górską. Bezleśne, położone w strefie krawędziowej Wzgórz Warszewskich na skraju Uroczyska Kupały, stanowi doskonały punkt widokowy na Dolinę Dolnej Odry i jezioro Dąbie. Obecnie niezagospodarowane turystycznie, na szczyt prowadzi niewielka ścieżka od ul. Górskiej.
Niemiecka nazwa wzgórza (Przy Gaju) może nawiązywać do tzw. świętych gajów Słowian. Do 1945r. nazwę Am Hain nosiła także ul. Narciarska, przy której w latach 20. XX wieku powstało niewielkie osiedle mieszkaniowe (Eberthöhe). Po 1945r. nazwa praktycznie zniknęła z map topograficznych i turystycznych i w wielu opracowaniach wzgórze ma nadane nazwy potoczne lub jest bezimienne.